# Stema Japoniei
Stema imperială a Japoniei (Kiku no Gomon (菊の御紋),  este stema folosită de familia imperială japoneză.

Stema imperială a Japoniei

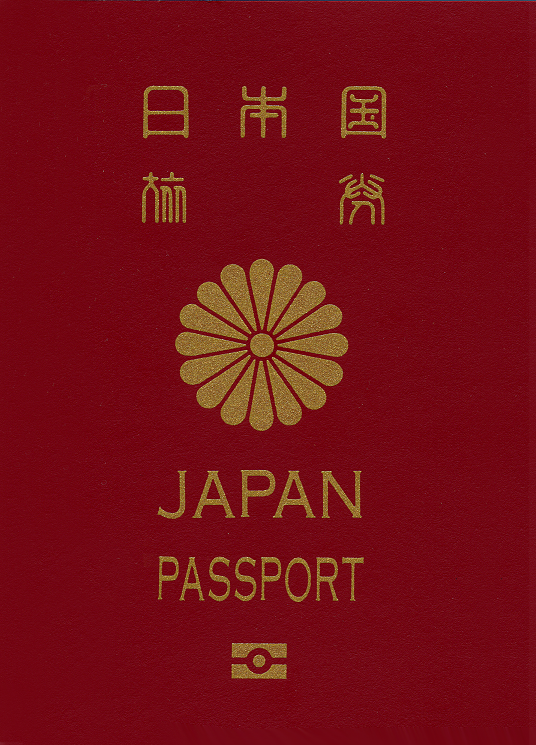
Stema imperială a Japoniei pe coperta unui paşaport japonez

## Descriere
Blazonul este reprezentat de o crizantemă stilizată cu 16 petale, galbenă sau oranj (conturul negru), și cu alte 16 vârfuri de petale văzute sub ele. 
Sigiliul imperial este folosit doar de membrii familiei imperiale. Constituția Meiji prevedea utilizarea blazonului doar de Tennō, ceilalți membri ai familiei imperiale având alte versiuni puțin modificate.